# Gherla
Gherla (in ungherese Szamosújvár, in tedesco Neuschloss, in armeno Հայաքաղաք?, Hayakaghak) è un municipio rumeno di 22092 abitanti (dato 2009) ubicato nel distretto di Cluj, nella regione storica della Transilvania.
Fanno parte dell'area amministrativa anche le località di Băiţa, Hăşdate e Silivaş.

## Storia
Nell'area comunale è stato scoperto un Castrum romano e altri reperti risalenti ad epoche precedenti. La prima menzione in un documento ufficiale risale al 1291 col nome Gerlahida quando Andrea III d'Ungheria confermò i privilegi agli abitanti di Ocna Dej. Nel corso degli anni ha cambiato nome più volte, nel 1458 era Gerlah, gli ungheresi la chiamarono prima Szamosujvar e poi Örményváros, città degli Armeni. Assume il toponimo attuale nel 1922.
Fu in gran parte costruita nel secolo XVIII in stile barocco da emigranti armeni provenienti dalla Moldavia grazie al permesso della corte imperiale di Vienna. Erano giunti nel secolo precedente per scampare al protestantesimo.

## Società

### Evoluzione demografica
Di seguito l'evoluzione della popolazione e delle etnie nel corso degli anni:

## Monumenti e luoghi d'interesse
- Cattedrale della Santissima Trinità, Cattedrale della chiesa cattolica armena in stile barocco.
- Concattedrale della Vergine Maria, concattedrale dell'eparchia di Cluj-Gherla, attualmente sede di una parrocchia ortodossa e al centro di un contenzioso tra la chiesa ortodossa rumena e la chiesa greco-cattolica rumena.[5]